# Kisdorf
Kisdorf település Németországban, Schleswig-Holstein tartományban. Lakosainak száma 4016 fő (2023. december 31.).

## Népesség
A település népességének változása:
| Lakosok száma | 2424 | 3900 | 3938 | 3949 | 4013 | 4016 |
|               | 1975 | 2017 | 2019 | 2021 | 2022 | 2023 |